# Раисовка (Северо-Казахстанская область)
Раисовка (каз. Раисовка) — село в районе имени Габита Мусрепова Северо-Казахстанской области Казахстана. Село входит в состав Андреевского сельского округа. Код КАТО — 596633600.

## История
Годом основания села условно считается 1898 г. Основателями села считаются два товарища из Орловской губернии, служившие в царской армии и получившие участок за № N, у истоков реки Шарык. Приехав на отведённый им участок, они построили себе дома. Позже сюда стали переезжать крестьяне из России и Украины.
Первое название деревни — Воробьёвка, из-за большого скопления этих пернатых. Казахи из близлежащих аулов «Колмакуль» и «Ельтай» называли деревню — Торгай. Позже село именовали «Живоглядовка», в честь богатого крестьянина по фамилии Живоглядов.
В 1905 году, после первой русской революции в село прибыл царский уполномоченный, для наделения крестьян землёй. Человек, наделявший землёй, был очень уважаем в селе. К сожалению, фамилии, имени и отчества не помнит никто. Уполномоченный выдавал крестьянам по 12 десяти земли из переселенческого фонда.
В этом же году у него родилась дочь, которую назвали Раиса. Вот и деревня получила своё настоящее название — Раисовка. Такова легенда возникновения название нашего села Раисовка по рассказам старожилов. Мы вынуждены им верить на слово, так как документов, подтверждающих или отрицающих, это нет.
Село пережило Февральскую революцию 1917 года, Октябрьскую Социалистическую революцию 1917 года, Гражданскую войну 1918—1920 гг. В годы лихолетий люди не переставали заниматься привычным крестьянским трудом. Во время коллективизации в деревню приехали рабочие из Москвы. Поэтому образовавшийся колхоз назвали «Московской пролетарий». Старый дедовский метод возделывания земли отходит на задний план.
В селе появилась: Новая техника на колхозных полях.
В 1939 году Раисовская начальная школа была преобразована в семилетнюю. Школе передали здание колхозного клуба. Неоценим труд колхозников в годы Великой Отечественной войны. Основные тяготы легли на плечи женщин и детей, так как мужчины были на фронте. Многие женщины заменили мужчин механизаторов. Более 200 наших односельчан сражались на фронте. Многие так и не вернулись в родное село. 104 фамилии солдат приблизили День Победы ценой своей жизни. Всё, что было сделано нашими предками, было сделано для нас. Для того, чтобы жили мы счастливо. Разве можно быть несчастным в этом поистине райском уголке. Здесь берёт своё начало река Шарык, несущая свои воды в Ишим. Шарык делит село на левый и правый берег. За платиной, у скалистых берегов, начинаются живописные места. Неприступные скалы, сосняк, берёзовая роща.
Раисовское телевидение вещает в информационном и развлекательном формате, а также мультфильмы.

## География
Расположено на берегу реки Шарык.

## Население
В 1999 году численность населения села составляла 921 человек (437 мужчин и 484 женщины). По данным переписи 2009 года в селе проживало 850 человек (429 мужчин и 421 женщина).

## Известные уроженцы
В селе родился Герой Советского Союза Иван Мариныч.